# 李縣 (北卡羅萊納州)
李縣（英語：Lee County）是美國北卡羅萊納州中部的一個縣。面積672平方公里。根據美國2000年人口普查，共有人口49,040人。縣治桑福德 (Sanford)。
成立於1907年，以紀念南北戰爭名將羅伯特·李。